# Lincoln Melcher
Lincoln Melcher (California, 12 dicembre 2003) è un attore statunitense.

## Biografia
Attivo sin da bambino nel mondo del cinema.
È fratello della cantante Louisa Melcher.

## Filmografia

### Cinema
- Una fantastica e incredibile giornata da dimenticare (Alexander and the Terrible, Horrible, No Good, Very Bad Day), regia di Miguel Arteta (2014)
- Ouija - L'origine del male (Ouija: Origin of Evil), regia di Mike Flanagan (2016)
- Mr. Church, regia di Bruce Berenford (2016)

### Doppiatore
- Tom & Jerry: Willy Wonka e la fabbrica di cioccolato (Tom and Jerry: Willy Wonka and the Chocolate Factory), regia di Spike Brandt e Tony Cervone (2017)

## Doppiatori italiani
Nelle versioni in italiano dei suoi lavori, Lincoln Melcher è stato doppiato da:
- Mattia Fabiano in Ouija: L'origine del male

Da doppiatore è sostituito da:
- Alex Polidori in Tom & Jerry: Willy Wonka e la fabbrica di cioccolato[1]